# 路阳镇
路阳镇，是中华人民共和国重庆市云阳县下辖的一个乡镇级行政单位。

## 行政区划
路阳镇下辖以下地区：
龙王桥社区、文武村、迎瑞村、中和村和南海村。